# Uc de Sant-Circ

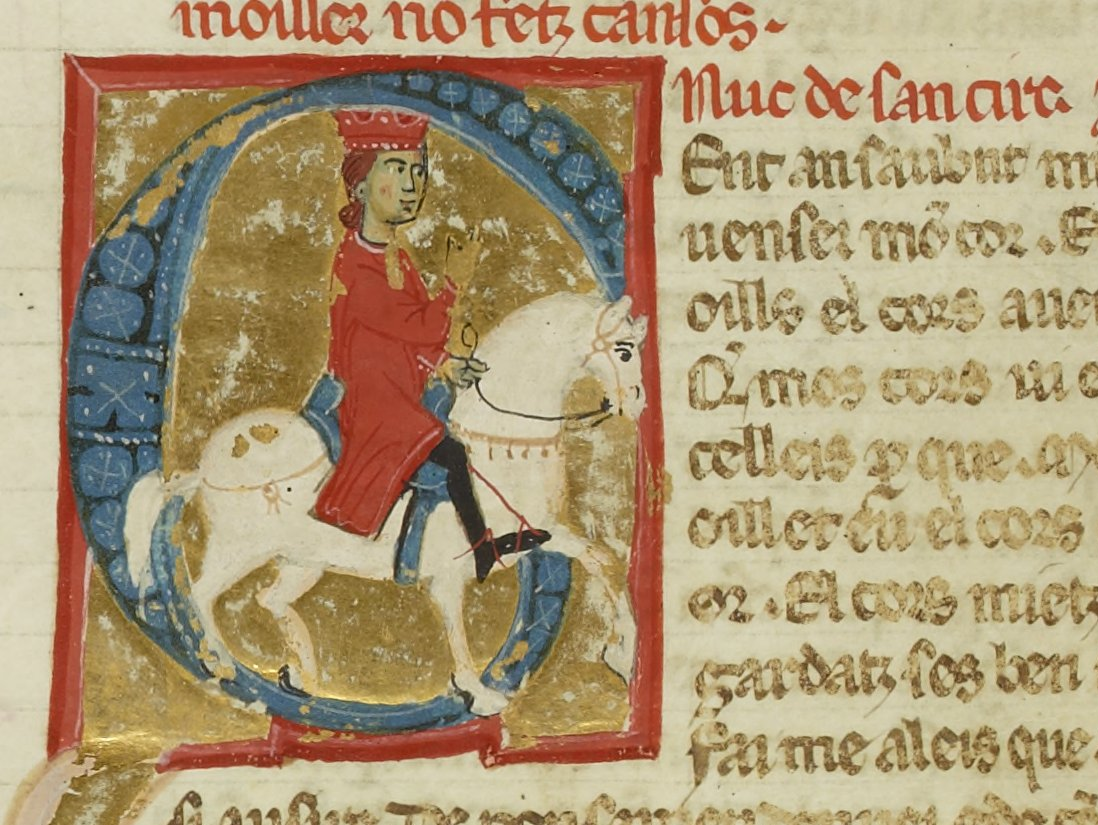
Miniatura de Uc de Sant Circ en un manuscrito de Vidas, algunas de las cuales escribió él

Uc de Sant-Circ o Hugues de Saint Circq (fl. 1213 - 1257) fue un trovador, gramático y biógrafo nacido en la antigua provincia francesa de Quercy.

## Biografía

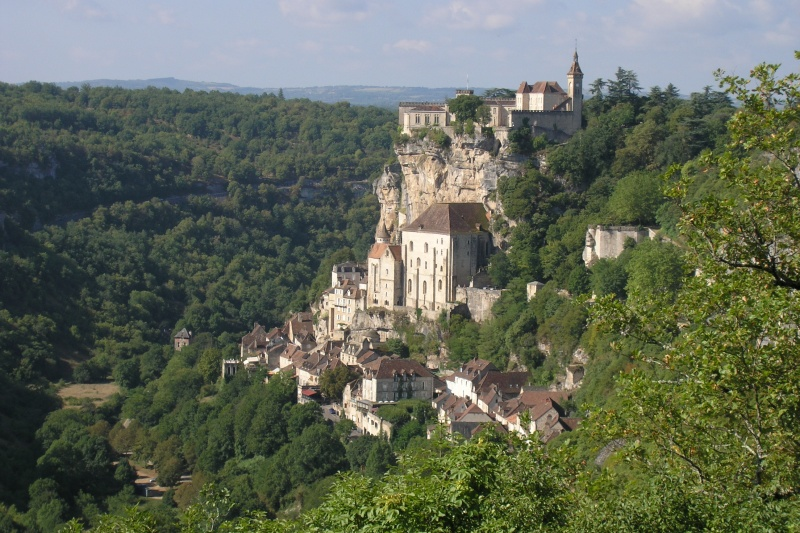
Rocamadour

Nació en Thégra, un villorrio cercano a Rocamadour. Era hijo de un señor de la pequeña nobleza, Arman de Saint-Circ d’Alzon. Según las informaciones de las vidas, el castillo de su padre fue destruido por una guerra durante la juventud de Uc. Por esta razón sus hermanos lo enviaron a Montpellier para que se instruyese como clérigo. Allí descubrió la poesía de los trovadores, y aprendió en particular los géneros más corrientes como la cansó y el sirventés. Llegó a ser un juglar y comenzó una vida errante de trovador pasando a servir al conde de Rhodes, con el cual partió para la Cruzada albigense. Entró en contacto con el delfín de Auvernia y otros príncipes locales y redactó las vidas de  Savary I de Mauléon y de Bernart de Ventadorn.
Visitó la Gascuña, el Poitou y los reinos de la España cristiana, en particular Castilla y Aragón. Volvió a Provenza, y luego Italia (1220), visitando Lombardía y Venecia. Se estableció en Treviso, en la importante corte de los hermanos Alberico y Ezzelino III da Romano. Escribió numerosos poemas para sus nuevos protectores, pero también creó antologías de las obras de mayor interés entre los poetas provenzales. Para hacerlas más inteligibles a los italianos, escribió también las vidas de los trovadores y una gramática de la lengua provenzal.

## Obras
Su importancia deriva del hecho de que fue quizás autor de numerosas Vidas de otros trovadores, aunque no se le puede atribuir con certeza más que la de Bernart de Ventadorn. 
Se le conocen cuarenta y dos poemas, de los cuales quince son cansós. La primera edición de sus poemas la realizaron Alfred Jeanroy y Jean-Jacques Salverda de Grave, Poésies de Uc de Saint-Circ. Toulouse: Imprimerie et Librairie Édouard Privat, 1913. Numerosos estudiosos lo identifican con el Uc Faydit ("Hugo el Exiliado") autor de los Donatz proensals, la más antigua gramática de la lengua provenzal hoy conocida.